# Michael Abels
Michael Abels (Arizona, 8 de outubro de 1962) é um compositor e arranjador norte-americano especializado em música orquestral.
Michael Abels é mais conhecido por suas trilhas sonoras para o filme GET OUT, vencedor do Oscar, e por Jordan Peele's US, pelo qual Abels ganhou o World Soundtrack Award, o Jerry Goldsmith Award, uma indicação ao Critics Choice, uma indicação ao Image Award e vários prêmios da crítica. A trilha sonora influenciada pelo hip-hop nos Estados Unidos foi selecionada para o Oscar, e até mesmo foi nomeada "Pontuação da Década" pela publicação online The Wrap.

Como compositor de concertos, Abels recebeu bolsas do National Endowment for the Arts, Meet The Composer e da Sphinx Organization, entre outros. Suas obras orquestrais foram executadas pela Chicago Symphony, a Cleveland Orchestra, a Atlanta Symphony, a Philadelphia Orchestra e muitos mais. Como regente convidado de GET OUT IN CONCERT, Abels liderou orquestras como a National Symphony e a San Francisco Symphony. Vários de seus trabalhos orquestrais foram gravados pelo Chicago Sinfonietta no selo Cedille, incluindo Delights & Dances e Global Warming. Abels é co-fundador do Composers Diversity Collective, um grupo de defesa para aumentar a visibilidade de compositores de cores em filmes, jogos e streaming media. Os próximos projetos incluem o balé para a banda FALLING SKY para a Butler University.